# 불영사 (경북 울진군)
불영사(佛影寺)는 신라 진덕여왕 5년(651)에 의상대사가 창건한 고찰로 경상북도 울진군 금강송면 천축산에 자리하고 있다. 서쪽 산 등성이에 부처님 형상을 한 바위가 절 앞 연못에 비치므로 불영사라 한다.
대웅전의 기단을 떠받치고 있는 돌 거북 한 쌍이 이채로운데, 불영사 터에 가득한 화기를 누르기 위해 동해용왕의 화신인 거북을 두었다.

## 소장 문화재

### 보물
- 울진 불영사 응진전 - 보물 제730호
- 울진 불영사 대웅보전 - 보물 제1201호
- 울진 불영사 영산회상도 - 보물 제1272호
- 울진 불영사 불연 - 보물 제2127호

### 문화재자료
- 불영사 부도 - 문화재자료 제162호

### 명승
- 울진 불영사 계곡일원 - 명승 제6호

### 천연기념물
- 울진 불영사 굴참나무 - 천연기념물 제157호

### 시도유형문화재
- 울진 불영사 삼층석탑 - 경상북도 유형문화재 135호
- 울진 불영사 불연 - 경상북도 유형문화재 제397호
- 울진 불영사 불패 - 경상북도 유형문화재 제398호
- 울진 불영사 신중탱화 - 경상북도 유형문화재 제423호